# La Nuit du décret
La Nuit du décret est un roman de Michel del Castillo publié le 1er septembre 1981 aux éditions du Seuil et ayant reçu le prix Renaudot la même année.

## Résumé
Jeune inspecteur de police à la station financière de Murcie, au milieu des années 1970, Santiago Laredo apprend qu'il est muté, sans l'avoir cherché, à la brigade criminelle de Huesca, dans le Nord de l'Espagne. Cette mutation signifie sans doute un avancement rapide, mais très vite, elle l'inquiète. En effet, de toutes parts on le met en garde contre son futur chef hiérarchique, le directeur de la Sûreté de Huesca, Avelino Pared. Intrigué, Laredo se livre à ce qui finit par être une véritable enquête. Il recueille des renseignements, de plus en plus personnels et de plus en plus étranges, entre autres du responsable de archives de Murcie et de la nièce de l'épouse de Pared, qui travaille dans le bureau à côté du sien. À la veille de son départ, il rencontre longuement son supérieur, qui lui raconte quelques-uns des faits d'armes policier de Pared, entre autres son comportement impitoyable durant la guerre civile, puis sa traque d'un opposant exilé en France, qu'il parvint à capturer et à « retourner ». Finalement arrivé à Huesca, au moment même où Franco vient de mourir et en ayant laissé derrière lui son épouse et ses enfants – qui ne le rejoindront pas –, Laredo est traité avec une affection débordante par Pared. De plus en plus dérouté, il finira par comprendre que celui-ci s'identifie purement et simplement à la Loi, et en tirera la seule conséquence possible pour lui. La plupart des critiques ont souligné que ce roman était à la fois un «policier», avec enquête et conclusions, et un récit métaphysique, opposant des forces abstraites, la Loi, le Pardon, l'Amour, la Justice.

## Accueil critique
Jérôme Garcin dans Les Nouvelles littéraires note la dualité des personnages principaux et considère que le livre est « une impressionnante fiction métaphysique qui se dévore pourtant comme un polar où apparaissent en clair toutes les hantises et les passions de Castillo ».

## Éditions
- La Nuit du décret, éditions du Seuil, 1981,  (ISBN 978-2020059176).